# Liechtenstein i olympiska sommarspelen 2000
Liechtenstein deltog i de olympiska sommarspelen 2000 med en trupp bestående av två deltagare, en man och en kvinna, men ingen av landets deltagare erövrade någon medalj.

## Judo
Damernas halv lättvikt (-52 kg)
- Ulrike Kaiser